# Карденас (Сан-Луис-Потоси)
Ка́рденас (исп. Cárdenas) — город и муниципалитет в Мексике, входит в штат Сан-Луис-Потоси. Население — 20 000 человек.

## История
Город основал Луис де Карденас, в честь которого названы город и муниципалитет.

## Фотографии

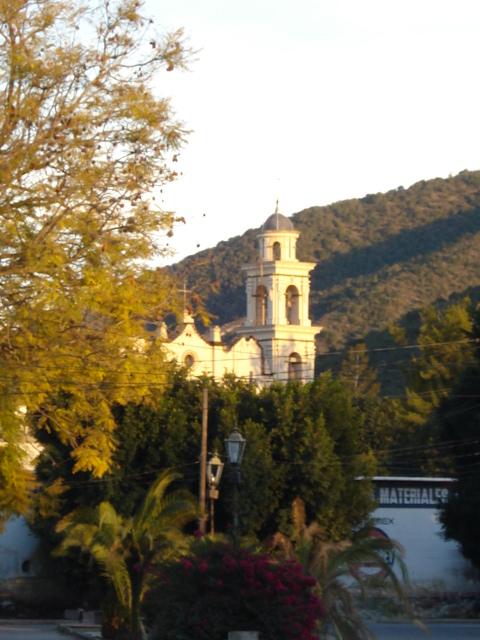
Церковь
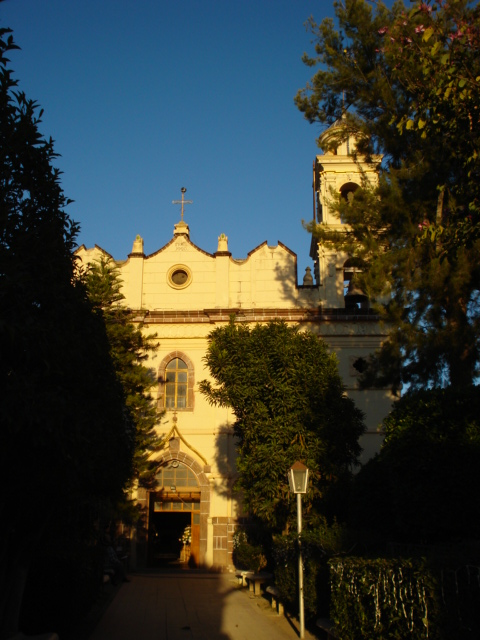
Церковь